# Immersionssatz von Cohen
Der Immersionssatz von Cohen ist ein Lehrsatz aus dem mathematischen Gebiet der Differentialtopologie.
Er besagt, dass jede kompakte, {\displaystyle n}-dimensionale Mannigfaltigkeit {\displaystyle M} in den {\displaystyle \mathbb {R} ^{2n-a(n)}} immersiert werden kann, wobei {\displaystyle a(n)} die Anzahl von Einsen in der dyadischen Darstellung von {\displaystyle n} ist.
Der Satz verbessert den älteren Immersionssatz von Whitney, demzufolge jede kompakte, {\displaystyle n}-dimensionale Mannigfaltigkeit in den {\displaystyle \mathbb {R} ^{2n-1}} immersiert werden kann.